# Guerra di Zara (1183-1203)
La guerra di Zara fu un lungo conflitto trascinatosi nel quarantennio a cavallo tra il XII e il XIII secolo tra la Repubblica di Venezia e il Regno di Croazia-Ungheria per il possesso della città di Zara e il controllo della Dalmazia.

## Antefatto
Dopo la morte nel 1180 dell'Imperatore bizantino Manuele I Comneno e il torbido periodo di minorità del successore Alessio II, Béla III d'Ungheria, che già vantava il titolo di re di Croazia, Dalmazia e Slavonia, mosse a rioccupare i territori bizantini della Dalmazia.
Nel far questo, Bèla riaccese però i contrasti tra l'Ungheria e Venezia, che già controllava buona parte della fascia costiera della regione.
Dal canto suo Venezia aveva assistito attonita, nel 1182, al massacro dei propri coloni e degli altri latini di Costantinopoli, ordinato dal protosevasto Andronico I in nome dell'appena decenne Alessio II, assassinato poi dallo stesso Andronico nel 1183 per assurgere al trono come Andronico I Comneno.

## La guerra

### I fase: la dedizione di Zara all'Ungheria
Nello stesso anno 1183, la città dalmata di Zara, già possedimento veneziano, si ribellò ponendosi sotto la protezione di papa Lucio III e, soprattutto, nelle mani di Béla III d'Ungheria. Questo fatto spinse Venezia alla guerra.

L'urgenza però di combattere i Bizantini, spinse sia il doge veneziano Orio Mastropiero sia il re ungherese Bèla III a sostenere i Normanni del Regno di Sicilia nella loro spedizione contro i Greci.
Dopo la caduta di Durazzo nelle mani di Guglielmo II d'Altavilla, l'11 giugno 1185, in breve seguita da Corfù, Cefalonia, Itaca e Zacinto, la perdita nell'agosto dello stesso anno dell'importante città di Tessalonica portò a una rivolta a Bisanzio, che portò sul trono un nuovo basileus, Isacco II Angelo.
Il nuovo sovrano bizantino si affrettò a stringere trattati con l'Ungheria e con Venezia, lasciando così libere le due potenze di fronteggiarsi nel dominio della Dalmazia, mentre spingeva, nel 1188 anche la Repubblica di Pisa a siglare un trattato di alleanza con gli Zaratini.

### II fase: prima spedizione veneziana
Armata la flotta con una speciale tassa imposta dal doge Orio Mastropiero ai mercanti cittadini, nel 1187 i Veneziani si presentarono davanti a Zara, ponendola d'assedio, ma la città, sorretta dalle truppe ungheresi fortificate all'interno di un poderoso castello, resisteva. Frattanto prese a soffiare in Europa il vento della terza crociata: il 27 marzo 1188, nella cattedrale di Magonza, l'imperatore Federico Barbarossa aveva preso la croce, e Venezia si preparò ad approfittare nuovamente del grande affare delle Crociate.
L'assedio a Zara venne tolto, anche per effetto della tregua di Dio imposta da Gregorio VIII e la flotta si preparò a unirsi all'impresa nel Levante.

### III fase: seconda spedizione veneziana
Nel 1190 il doge Mastropiero armò una nuova flotta, ma la spedizione si risolse in una disfatta, tanto che Venezia perse il controllo delle isole di Pago, Ossero e Arbe.

### IV fase: terza spedizione veneziana
La guerra riprese dopo l'abdicazione di Orio Mastropiero, con l'elezione al dogado, nel 1193, di Enrico Dandolo.

Il nuovo doge, siglati in Italia e in Oriente tutti i trattati necessari ad assicurare la tranquillità al commercio veneziano, decise di muovere alla riconquista della Dalmazia.
La flotta veneziana, al comando di Domenico Michiel, occupata l'isola di Pago, si presentò così, nel settembre di quell'anno, ancora una volta davanti a Zara. Questa, però, aveva chiamato in soccorso Pisa, sua alleata, la cui flotta, comparsa nell'Adriatico nel 1195, prese Pola senza combattere.
Furono inviati a fronteggiare i Pisani Giovanni Morosini e Ruggero Premarin, che, con dieci galee e sei navi tonde, ripresero la città istriana, che, abbandonata dai Pisani, si arrese, vedendo per punizione abbattute le sue mura marittime. I Veneziani inseguirono verso sud la flotta di Pisa, attaccando un convoglio pisano di sei navi cariche di merci al largo di Modone, saccheggiando due galee.
Pisani e Zaratini chiesero allora l'aiuto di Brindisi, appartenente agli Altavilla, ma l'arrivo di nuove navi venete richiamate dall'Mar Egeo e guidate ancora da Ruggero Premarin, accompagnato da Giacomo Querini, costrinse alla fine i Pisani a lasciare l'Adriatico, anche per effetto della tregua siglata su auspicio dell'imperatore Enrico IV. Brindisi subì la vendetta veneziana. Nonostante questo Zara, nel 1196, alla morte di re Bèla, rimaneva ancora saldamente in mano ungherese, nonostante la guerra civile esplosa tra i figli del sovrano, Emerico e Andrea, il quale prese nel 1197 il controllo del Regno di Croazia, tenendolo sino alla sconfitta subita nel 1199 sul lago Balaton.
Nel 1201, poi, i Pisani occuparono Bari, nel tentativo di bloccare l'accesso dell'Adriatico, ma vennero in breve scacciati.

### V fase: la presa di Zara da parte della Quarta crociata
L'occasione finale per la riconquista fu offerta al Dandolo dalla Quarta crociata, indetta da Innocenzo III. Venezia si era subito prestata ad offrire sostegno all'impresa con la propria flotta, ma quando i Crociati radunatisi al porto del Lido non furono in grado di pagare il prezzo pattuito per il trasbordo, il Doge si offrì di posticipare il pagamento a patto di ottenere il sostegno crociato nella riconquista di Zara.
La flotta veneto-crociata, dopo aver attaccato e sottomesso Trieste, puntò appunto su Zara, che venne posta sotto assedio, cadendo il 23 novembre 1202.
Dopo la conquista di Costantinopoli nel 1204 e la creazione dell'Impero latino e dell'impero coloniale veneziano, nel 1216, infine, Andrea III d'Ungheria firmò la pace, rinunciando ad ogni pretesa su Zara.

## Epilogo
Zara fu occupata, ma rimase un dominio turbolento per Venezia. Violente lotte e insurrezioni, succedutesi nel 1242-1243, negli anni 1320 e tra il 1345 e il 1346, portarono alla fine alla Pace di Zara del 1358 e alla cessione della città alla corona ungherese. Solo nel 1409 Ladislao di Napoli cederà per centomila ducati d'oro i suoi diritti sulla Dalmazia e su Zara a Venezia.